# Ben Speas
Ben Vance Speas (Stow, 17 januari 1991) is een Amerikaans voetballer. In 2012 tekende hij een contract bij Columbus Crew.

## Clubcarrière
Op 11 januari 2012 tekende Speas een Home Grown contract bij Columbus Crew. Hij maakte zijn debuut pas op de laatste dag van het seizoen, op 28 oktober 2012, toen hij in de basis mocht starten in een met 2-1 gewonnen wedstrijd tegen Toronto FC. Op 23 maart 2013 maakte hij tegen DC United zijn eerste doelpunt voor Columbus. De wedstrijd werd uiteindelijk met 2-1 gewonnen.

## Interlandcarrière
Speas speelde tien wedstrijden voor het O-17 team van de Verenigde Staten waarin hij één keer scoorde. Hij werd ook opgeroepen voor de O-18 en O-20 kampen, maar speelde voor die jeugdselecties nooit een wedstrijd.